# Glu-P-2
Glu-P-2是一种含氮有机化合物，分子式C10H8N4，属于一种多环杂环化合物，和多一个甲基的Glu-P-1都是酪蛋白或谷氨酸盐等氨基酸衍生物热裂解的产物。